# Епархия Кумбаконама
Епархия Кумбаконама (лат. Dioecesis Kumbakonamensis) — епархия Римско-Католической церкви c центром в городе Кумбаконам, Индия. Епархия Кумбаконама входит в митрополию Пудучерри и Куддалора. Кафедральным собором епархии Кумбаконама является церковь Святейшего Сердца Иисуса.

## История
1 сентября 1899 года Святой Престол учредил епархию Кумбаконама, выделив её из архиепархии Пондичерри (сегодня — Архиепархия Пудучерри и Куддалора).
26 мая 1930 года епархия Кумбаконама передала часть своей территории для возведения новой епархии Салема.

## Ординарии епархии
- епископ Hugues-Madelain Bottero (5.09.1899 — 21.05.1913);
- епископ Marie-Augustine Chapuis (21.05.1913 — 17.12.1928);
- епископ Peter Francis Rayappa (24.02.1931 — 20.09.1954);
- епископ Daniel Paul Arulswamy (5.05.1955 — 16.08.1988);
- епископ Peter Remigius (10.11.1989 — 30.06.2007) — назначен епископом Коттара;
- епископ Francis Antonysamy (31.05.2008 — по настоящее время).

## Источник
- Annuario Pontificio, Ватикан, 2007